# كارلو غالي
كارلو غالي (بالإيطالية: Carlo Galli)‏ (منزا، 6 مارس 1931)، لاعب كرة قدم إيطالي مهاجم سابق.
بدأ إنزاغي مسيرته مع نادي باليرمو، لكنه سرعان ما انتقل لـ إيه سي ميلان في موسم 1952/1951 حيث لعب في 123 مباراة سجل خلالها 53 هدفا، وانتقل في عام 1956 إلى إيه سي ميلان لعب معهم 4 مواسم خاض خلالها 122 مباراة وسجل 47 هدفا وفاز معهم بلقبي دوري. و لعب أيضا لجنوى أودينيزي قبل أن يعتزل اللعب وهو مع لاتسيو في عام 1966. يذكر انه شارك مع المنتخب الإيطالي في بطولة أمم أوروبا 1954.

## روابط خارجية
- كارلو غالي على موقع الاتحاد الدولي (مؤرشف)  (الإنجليزية)
- كارلو غالي على موقع قاعدة بيانات كرة القدم.إي يو (الإنجليزية)
- كارلو غالي على موقع ناشيونال فوتبول تيمز (الإنجليزية)
- كارلو غالي على موقع عالم كرة القدم.نت (الإنجليزية)